# Thenay (Loir-et-Cher)
Pour les articles homonymes, voir Thenay.
Thenay est une commune historique du Loir-et-Cher (région Centre-Val de Loire), reléguée au statut de commune déléguée depuis le 1er janvier 2019 et la fusion administrative avec les communes voisines de Contres, Fougères-sur-Bièvre, Feings et Ouchamps pour créer la commune nouvelle du Controis-en-Sologne.

## Géographie

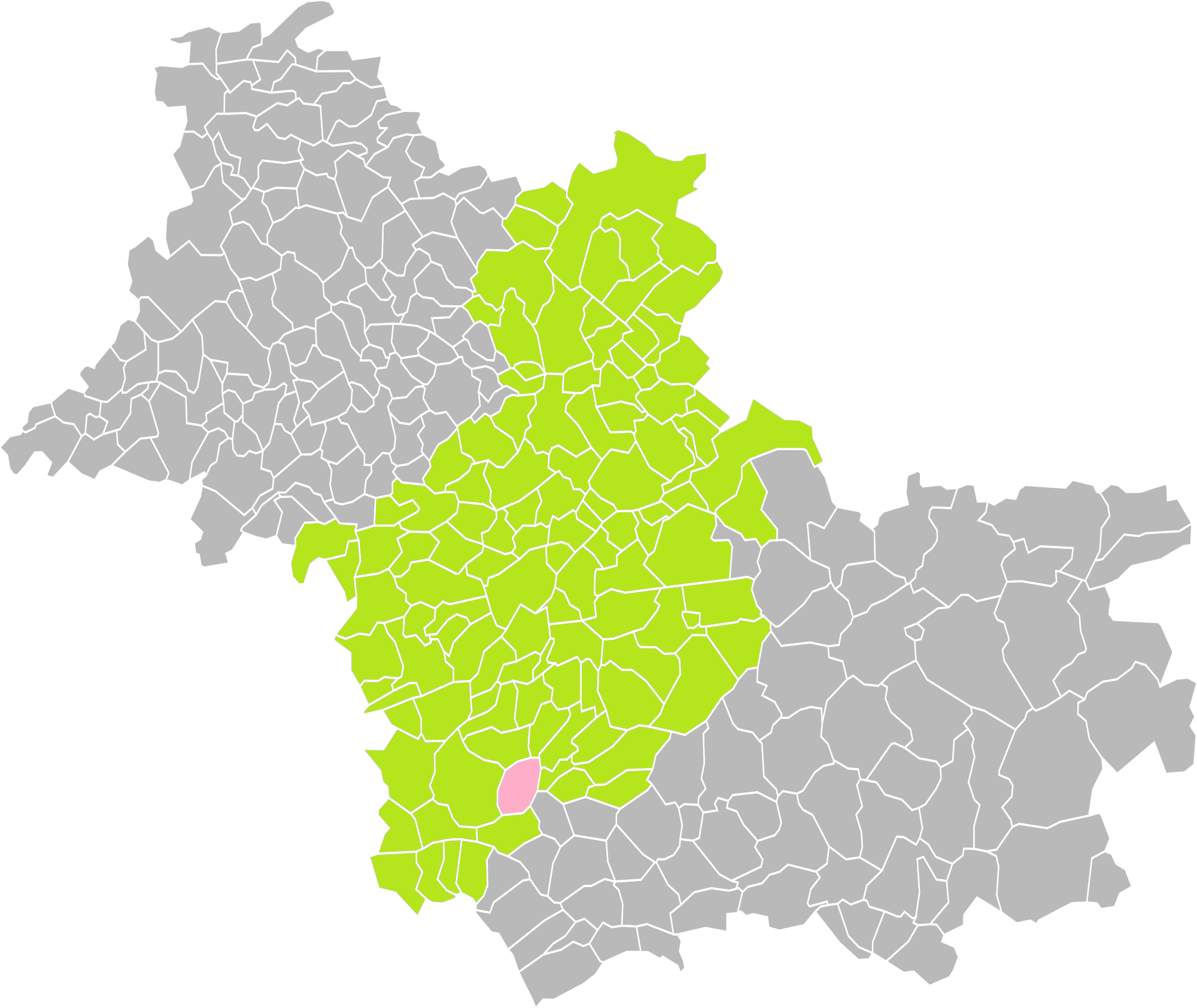
Localisation de la commune de Thenay dans l'arrondissement de Blois (Loir-et-Cher).

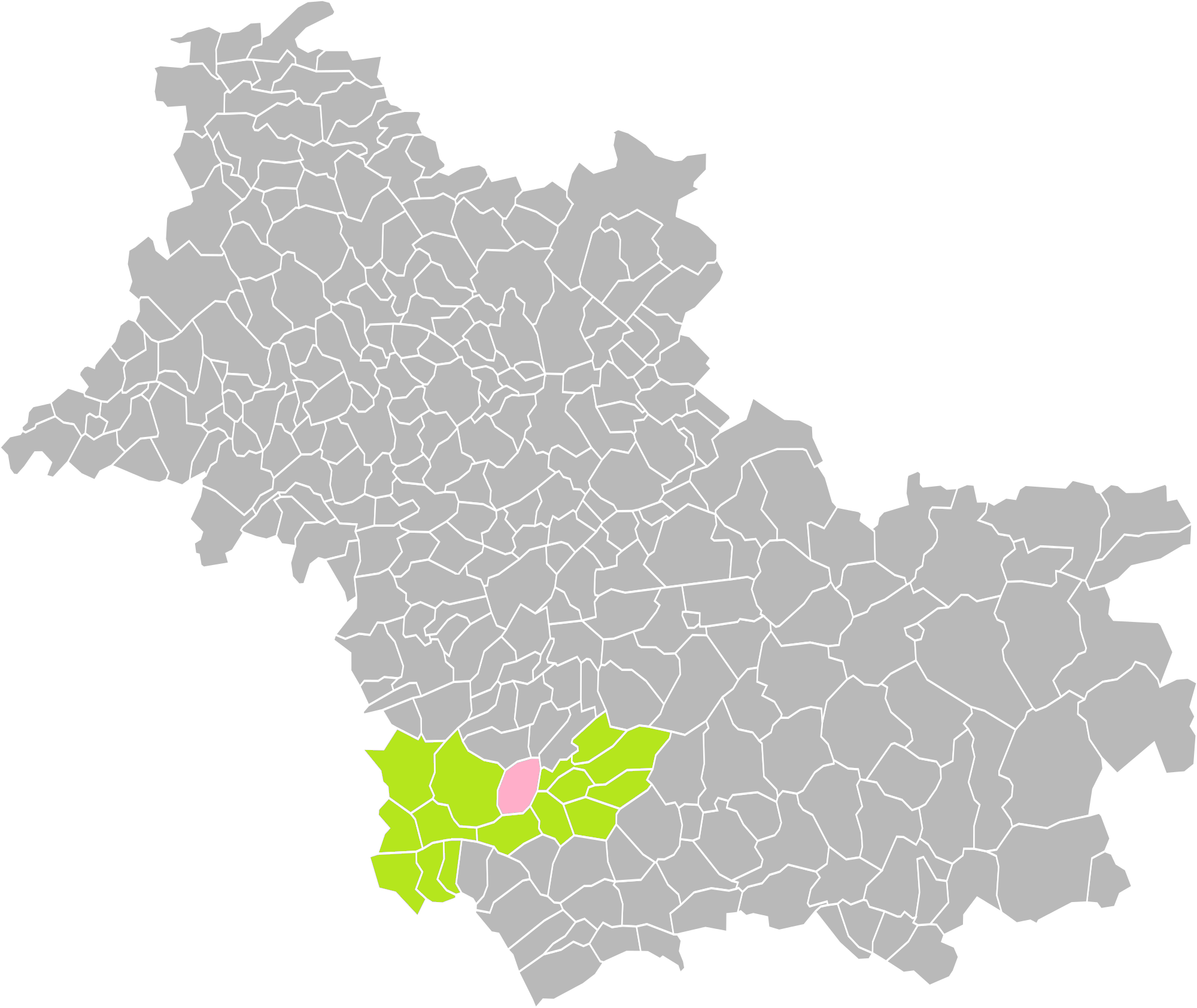
Localisation de la commune de Thenay dans le canton de Montrichard (Loir-et-Cher).

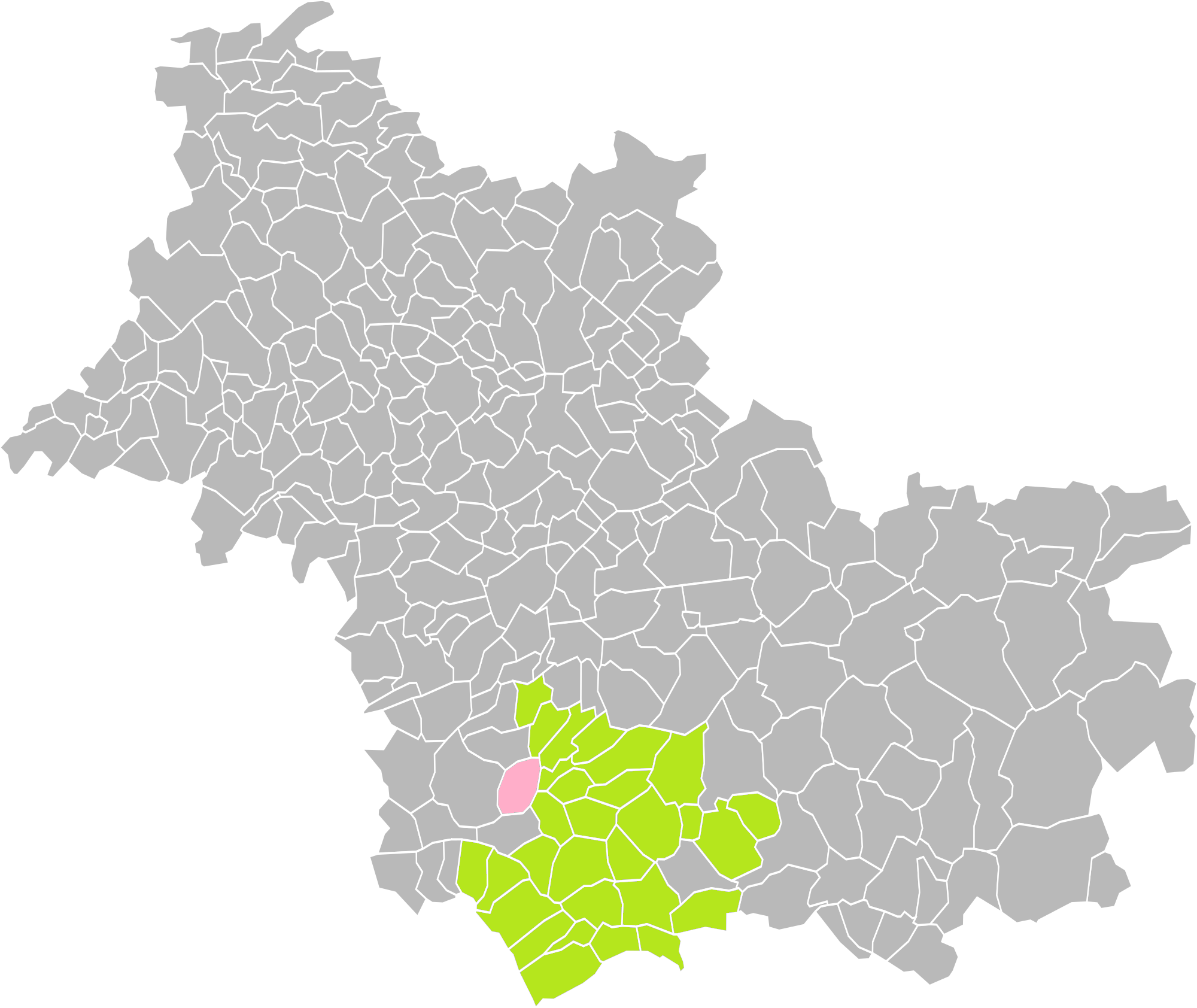
Localisation de la commune de Thenay dans la Communauté de communes Val de Cher - Controis (Loir-et-Cher).

## Histoire

### Après la Révolution
Entre le 29 janvier et le 8 février 1939, plus de 3 100 réfugiés espagnols fuyant l'effondrement de la république espagnole devant Franco, arrivent en Loir-et-Cher. Devant l'insuffisance des structures d'accueil (les haras de Selles-sur-Cher sont notamment utilisés), 47 villages sont mis à contribution, dont Thenay. Les réfugiés, essentiellement des femmes et des enfants, sont soumis à une quarantaine stricte, vaccinés, le courrier est limité, le ravitaillement, s'il est peu varié et cuisiné à la française, est cependant assuré. Au printemps et à l'été, les réfugiés sont regroupés à Bois-Brûlé (commune de Boisseau).

### Depuis 2019
Le 1er janvier 2019, la commune fusionne avec Contres, Feings, Fougères-sur-Bièvre et Ouchamps pour former la commune nouvelle du Controis-en-Sologne dont la création est actée par un arrêté préfectoral du 26 novembre 2018.

## Politique et administration

### Liste des maires
| Période                                  | Période          | Identité         | Étiquette | Qualité     |
| ---------------------------------------- | ---------------- | ---------------- | --------- | ----------- |
| Les données manquantes sont à compléter. |                  |                  |           |             |
|                                          |                  | Georges Templier |           |             |
| ? 1965                                   | 1983             | ? Beaudouin      | PCF       | Agriculteur |
| 1983                                     | 2001             | Claude Marteau   |           | vigneron    |
| mars 2001                                | 31 décembre 2018 | Daniel Roinsolle | SE        | Artisan     |

Depuis 2019 et la création du Controis-en-Sologne, le maire élu à Thenay est maire délégué au maire de la commune nouvelle.
| Période                                  | Période       | Identité            | Étiquette | Qualité |
| ---------------------------------------- | ------------- | ------------------- | --------- | ------- |
| Les données manquantes sont à compléter. |               |                     |           |         |
| janvier 2019                             | mai 2020      | Daniel Roinsolle    | SE        | Artisan |
| mai 2020                                 | décembre 2023 | Anne-Laure Poullain | SE        |         |
| janvier 2024                             | en cours      | Delphine Bardoux    |           |         |

## Démographie

### Évolution démographique
L'évolution du nombre d'habitants est connue à travers les recensements de la population effectués dans la commune depuis 1793. Pour les communes de moins de 10 000 habitants, une enquête de recensement portant sur toute la population est réalisée tous les cinq ans, les populations de référence des années intermédiaires étant quant à elles estimées par interpolation ou extrapolation. Pour la commune, le premier recensement exhaustif entrant dans le cadre du nouveau dispositif a été réalisé en 2006.

En 2016, la commune comptait 881 habitants, en évolution de +4,14 % par rapport à 2010 (Loir-et-Cher : −1,15 %, France hors Mayotte : +2,11 %).
| 1793 | 1800 | 1806 | 1821 | 1831 | 1836 | 1841 | 1846 | 1851 |
| ---- | ---- | ---- | ---- | ---- | ---- | ---- | ---- | ---- |
| 863  | 721  | 761  | 810  | 846  | 891  | 888  | 945  | 962  |

| 1856  | 1861  | 1866  | 1872 | 1876  | 1881  | 1886  | 1891  | 1896  |
| ----- | ----- | ----- | ---- | ----- | ----- | ----- | ----- | ----- |
| 1 095 | 1 069 | 1 094 | 984  | 1 030 | 1 069 | 1 107 | 1 119 | 1 108 |

| 1901  | 1906  | 1911  | 1921 | 1926 | 1931 | 1936 | 1946 | 1954 |
| ----- | ----- | ----- | ---- | ---- | ---- | ---- | ---- | ---- |
| 1 082 | 1 039 | 1 047 | 944  | 936  | 907  | 905  | 900  | 850  |

| 1962 | 1968 | 1975 | 1982 | 1990 | 1999 | 2006 | 2011 | 2016 |
| ---- | ---- | ---- | ---- | ---- | ---- | ---- | ---- | ---- |
| 848  | 903  | 851  | 773  | 753  | 803  | 851  | 845  | 881  |

### Pyramide des âges
La population de la commune est relativement âgée. Le taux de personnes d'un âge supérieur à 60 ans (27,5 %) est en effet supérieur au taux national (21,6 %) et au taux départemental (26,3 %).
Contrairement aux répartitions nationale et départementale, la population masculine de la commune est supérieure à la population féminine (50,3 % contre 48,4 % au niveau national et 48,6 % au niveau départemental).
La répartition de la population de la commune par tranches d'âge est, en 2007, la suivante :
- 50,3 % d'hommes (0 à 14 ans = 17,5 %, 15 à 29 ans = 15,2 %, 30 à 44 ans = 21,5 %, 45 à 59 ans = 21 %, plus de 60 ans = 24,8 %) ;
- 49,7 % de femmes (0 à 14 ans = 16,5 %, 15 à 29 ans = 13,7 %, 30 à 44 ans = 20,1 %, 45 à 59 ans = 19,4 %, plus de 60 ans = 30,2 %).

| Hommes | Classe d’âge | Femmes |
| ------ | ------------ | ------ |
| 0,0    | 90 ans ou +  | 1,2    |
| 11,2   | 75 à 89 ans  | 13,9   |
| 13,6   | 60 à 74 ans  | 15,1   |
| 21,0   | 45 à 59 ans  | 19,4   |
| 21,5   | 30 à 44 ans  | 20,1   |
| 15,2   | 15 à 29 ans  | 13,7   |
| 17,5   | 0 à 14 ans   | 16,5   |

| Hommes | Classe d’âge | Femmes |
| ------ | ------------ | ------ |
| 0,6    | 90 ans ou +  | 1,6    |
| 8,3    | 75 à 89 ans  | 11,5   |
| 14,8   | 60 à 74 ans  | 15,7   |
| 21,4   | 45 à 59 ans  | 20,6   |
| 20,3   | 30 à 44 ans  | 19,2   |
| 16,2   | 15 à 29 ans  | 14,7   |
| 18,5   | 0 à 14 ans   | 16,7   |

## Lieux et monuments

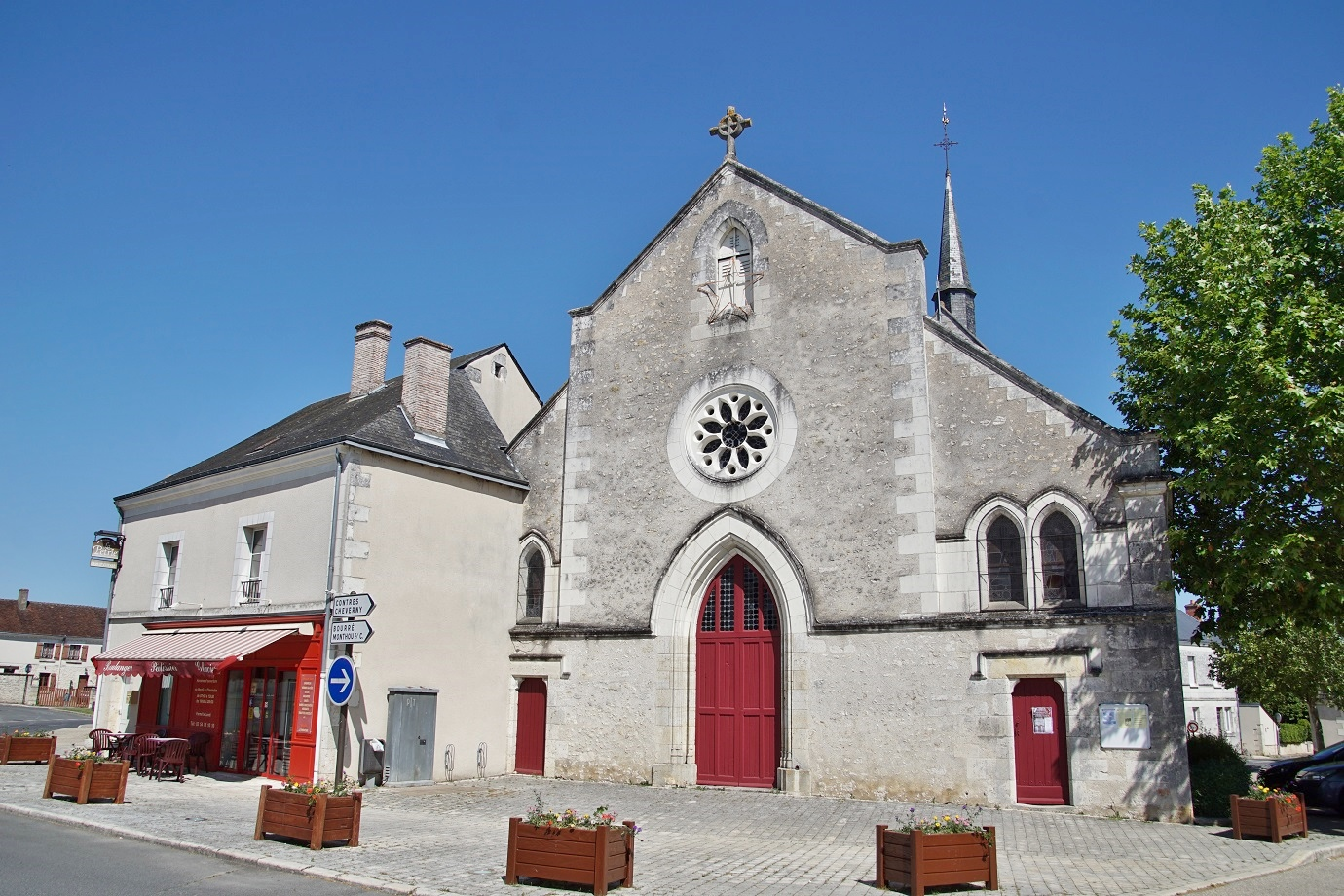
Église notre-Dame de Thenay.

Église Notre-Dame, du XIIIe siècle, abritant un triptyque du XIVe au XVe siècle.